# Los arquetipos y lo inconsciente colectivo
Los arquetipos y lo inconsciente colectivo (en alemán Die Archetypen und dar kollektive Unbewußte) es un conjunto de obras de Carl Gustav Jung incluidas en el primer tomo del noveno volumen de su Obra completa.

## Contenido
El presente volumen consta de trabajos, escritos entre 1933 y 1955, que esbozan y desarrollan los Arquetipos y lo Inconsciente colectivo como conceptos centrales en la concepción analítica de C. G. Jung.
Los tres primeros trabajos Sobre los arquetipos de lo inconsciente colectivo, El concepto de inconsciente colectivo y Sobre el arquetipo con especial consideración del concepto de ánima, pueden ser considerados como los fundamentos teóricos.
Siguen publicaciones centradas en torno a arquetipos específicos, como la «madre», el «renacer», el «dios-niño» o la «niña divina», después en torno al motivo del «espíritu», como el que aparece con frecuencia en los cuentos populares, y al llamado «pícaro».
Por último se examina la relación de los arquetipos con el proceso de individuación, primero teóricamente en el artículo Consciencia, inconsciente e individuación, después en la práctica, aplicado a un proceso de individuación concreto, en Acerca de la empiria del proceso de individuación.
Las dos últimas contribuciones tratan del simbolismo centrador de los mandalas.

## Índice
1. Sobre los arquetipos de lo inconsciente colectivo (1934/1954)
2. El concepto de inconsciente colectivo (1936)
3. Sobre el arquetipo con especial consideración del concepto de ánima (1936/1954)
4. Los aspectos psicológicos del arquetipo de la madre (1939/1954)
5. Sobre el renacer (1940/1950)
6. Acerca de la psicología del arquetipo del niño (1940)
7. Acerca del aspecto psicológico de la figura de la Core (1941/1951)
8. Acerca de la fenomenología del espíritu en los cuentos populares (1946/1948)
9. Acerca de la psicología de la figura del Trickster (1954)
10. Consciencia, inconsciente e individuación (1939)
11. Acerca de la empiria del proceso de individuación (1934/1950)
12. Sobre el simbolismo del mándala (1938/1950)
13. Mándalas (1955)

## Edición en castellano
- Jung, Carl Gustav (2002 [2ª edición, 2ª reimpresión 2010]). Obra completa de Carl Gustav Jung. Volumen 9/1: Los arquetipos y lo inconsciente colectivo. Traduccion Carmen Gauger. Madrid: Editorial Trotta. ISBN 978-84-8164-524-8/ ISBN 978-84-8164-525-5.

- Datos: Q16385061